# 磯崎由加里
磯崎 由加里 (いそざき ゆかり、1991年7月26日 - ) は、日本の元女子プロ野球選手。ポジションは投手。
愛称(ニックネーム)は「いっそ～」「いそぴ～」。

## 経歴
プロ入りまで
野球をやっている父親や兄の姿を見ていたのが、野球を始めたきっかけである。
埼玉栄高校では、女子硬式野球チームに所属。高校卒業後は、多数の女子プロ野球選手を輩出している名門校・尚美学園大学の女子硬式野球チームに所属した。
2010年には、女子野球の世界大会である第4回IBAF女子ワールドカップの日本代表メンバーに選出され、日本の2連覇に貢献。続く2012年の第5回、2014年の第6回にも選出され、3大会連続で代表メンバー入りを果たした。特に第5回大会では、先発投手部門のベストナイン及び大会のMVPに選出される活躍ぶりを見せ、日本の女子野球を代表する選手の1人として躍進した。
プロ入り後
2015年に女子プロ野球の世界に入り、埼玉アストライアに入団。同年はルーキーながら16試合に登板し、リーグ4位の防御率2.07・2度の完投勝利を含む7勝を挙げる活躍を見せた。
プロ2年目となる2016年は登板機会が増えたが、防御率3.04・8勝10敗と負け越すなど、1年目と比べると調子を落とした。同年のシーズンオフ、肘の手術を受けることを自身のブログにて発表した。
2017年、前年末の手術から復活を果たし、登板している。同年はキャリアハイの22試合に登板し、防御率2.98・11勝2敗1セーブ・勝率.846を記録。自身初の個人タイトルである最多勝利と最高勝率を獲得し、ベストナインにも選ばれた。
2018年は21試合に登板したが、防御率3.67・5勝6敗と負け越して、前年よりも成績を落とした。
2019年11月1日、今季限りで女子プロ野球リーグを退団することが発表された。
アマチュア界へ復帰
2020年からは、栃木県に本拠地を置く「エイジェック女子硬式野球部」に所属。背番号は16。
2021年12月31日付でエイジェック女子硬式野球部を退団。
2022年1月21日、広島県に本拠地を置く「はつかいちサンブレイズ」へ移籍。背番号は11。
2023年の女子野球アジアカップではコーチとして招集された。
2024年、埼玉西武ライオンズ・レディースへ移籍。背番号は1。

## プレースタイル・人物

### プレースタイル
- 50m走のタイムは7.38秒、遠投は64mという身体能力[1]。
- 投球スタイルは、緩急を付けつつ、変化球を低めに集めて打たせて取るピッチングとしている[2]。

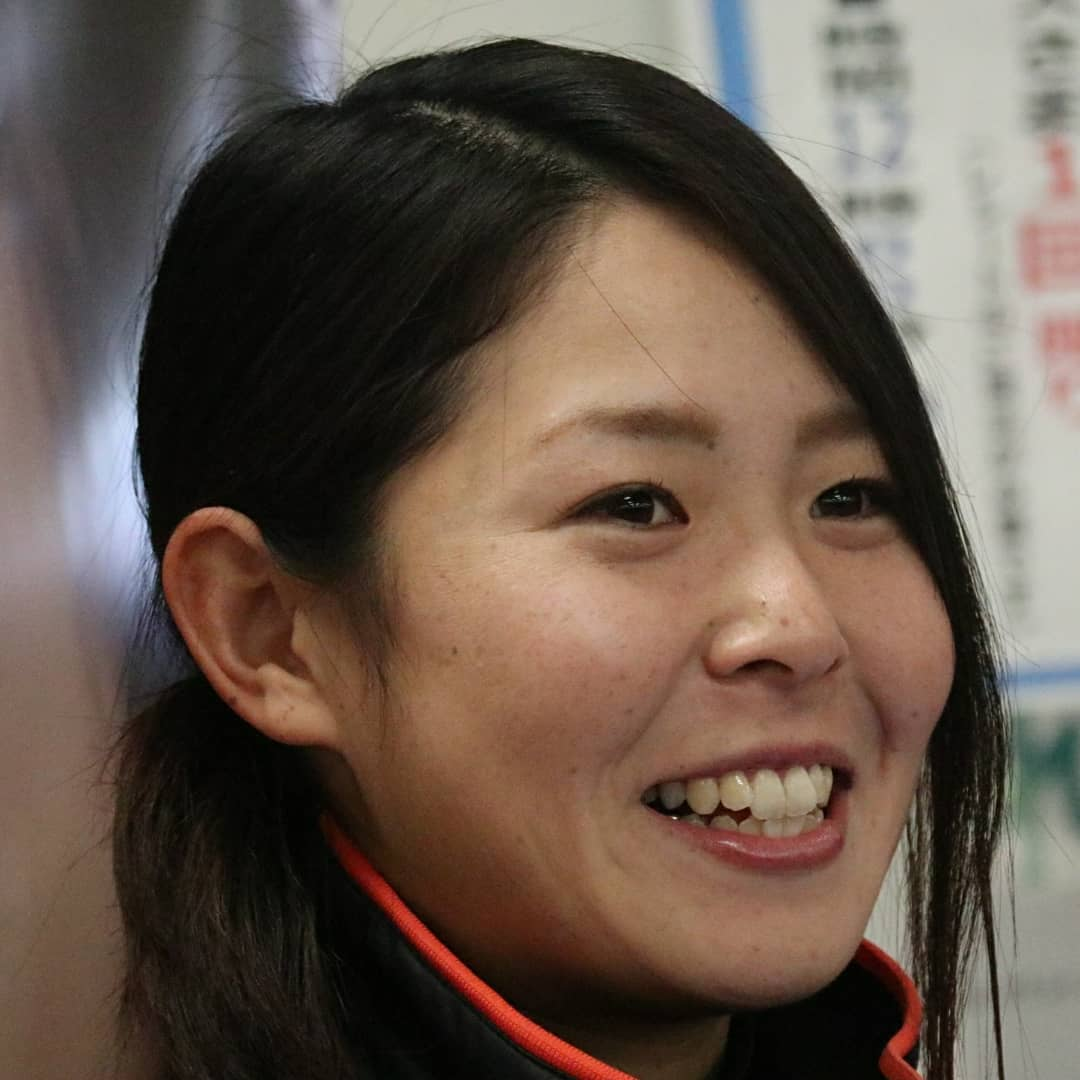
2019年1月のイベントより

### 人物
- 憧れの選手・好きな選手として、JWBLでは中島梨紗を、NPB (及びMLB) ではダルビッシュ有と大谷翔平の名を挙げている[2]。背番号11はそこからきている。
- 好きな食べ物は果物、寿司[2]。
- 他の選手達からは、普段は女の子らしいが、試合では力強いピッチングを見せると評されている[2]。

## 詳細情報

### 年度別投手成績
| 年 度     | 球 団        | 登 板 | 先 発 | 完 投 | 完 封 | 無 四 球 | 勝 利 | 敗 戦 | セ 丨 ブ | ホ 丨 ル ド | 勝 率 | 打 者 | 投 球 回 | 被 安 打 | 被 本 塁 打 | 与 四 球 | 敬 遠 | 与 死 球 | 奪 三 振 | 暴 投 | ボ 丨 ク | 失 点 | 自 責 点 | 防 御 率 | W H I P |
| --------- | ------------ | ----- | ----- | ----- | ----- | -------- | ----- | ----- | -------- | ----------- | ----- | ----- | -------- | -------- | ----------- | -------- | ----- | -------- | -------- | ----- | -------- | ----- | -------- | -------- | ------- |
| 2015      | アストライア | 16    | -     | 2     | 0     | 0        | 7     | 4     | 0        | 0           | .636  | 281   | 61.0     | 70       | 0           | 27       | -     | 5        | 14       | 3     | 0        | 36    | 18       | 2.07     | 1.59    |
| 2016      | アストライア | 20    | -     | 5     | 1     | 0        | 8     | 10    | 0        | 0           | .444  | 457   | 103.2    | 121      | 0           | 32       | -     | 9        | 27       | 5     | 0        | 53    | 45       | 3.04     | 1.48    |
| 2017      | アストライア | 22    | -     | 3     | 1     | 1        | 11    | 2     | 1        | 0           | .846  | 436   | 98.2     | 124      | 1           | 31       | -     | 3        | 25       | 4     | 0        | 47    | 42       | 2.98     | 1.57    |
| 2018      | アストライア | 21    | -     | 3     | 1     | 0        | 5     | 6     | 0        | 1           | .455  | 377   | 82.0     | 111      | 1           | 24       | -     | 5        | 25       | 1     | 0        | 51    | 43       | 3.67     | 1.65    |
| 2019      | アストライア | 18    | -     | 5     | 3     | 0        | 5     | 7     | 0        | 0           | .417  | 358   | 78.0     | 94       | 2           | 34       | -     | 9        | 30       | 1     | 0        | 52    | 41       | 3.68     | 1.76    |
| JWBL：5年 | JWBL：5年    | 97    | -     | 18    | 6     | 1        | 36    | 29    | 1        | 1           | .554  | 1909  | 423.0    | 520      | 4           | 148      | -     | 31       | 121      | 14    | 0        | 239   | 189      | 3.13     | 1.65    |

- 2019年度シーズン終了時。
- 「-」は記録なし。
- 太字はリーグ1位。

### 年度別打撃成績
| 年 度     | 球 団     | 試 合 | 打 席 | 打 数 | 得 点 | 安 打 | 二 塁 打 | 三 塁 打 | 本 塁 打 | 塁 打 | 打 点 | 盗 塁 | 盗 塁 死 | 犠 打 | 犠 飛 | 四 球 | 敬 遠 | 死 球 | 三 振 | 併 殺 打 | 打 率 | 出 塁 率 | 長 打 率 | O P S |
| --------- | --------- | ----- | ----- | ----- | ----- | ----- | -------- | -------- | -------- | ----- | ----- | ----- | -------- | ----- | ----- | ----- | ----- | ----- | ----- | -------- | ----- | -------- | -------- | ----- |
| JWBL：5年 | JWBL：5年 | 96    | 0     | 0     | 0     | 0     | 0        | 0        | 0        | 0     | 0     | 0     | 0        | 0     | 0     | 0     | -     | 0     | 0     | 0        | .000  | .000     | .000     | .000  |

- 2019年度シーズン終了時。

### 記録
- 初登板：2015年5月16日、対京都フローラ戦、2回3失点
- 初奪三振：同上、1回表に小西つどいから見逃し三振
- 初勝利：2015年5月23日、対レイア戦、6回1失点
- 100奪三振：2019年4月17日、対愛知ディオーネ戦、星川あかりから見逃し三振

### タイトル
- 最多勝利：1回 (2017年)
- 最高勝率：1回 (2017年)

### 表彰
- ベストナイン：1回 (投手部門：2017年)

### 背番号
- 16 (2015年、2020年 - 2021年)
- 11 (2016年 - 2019年、2022年 - )